# ザフキエル

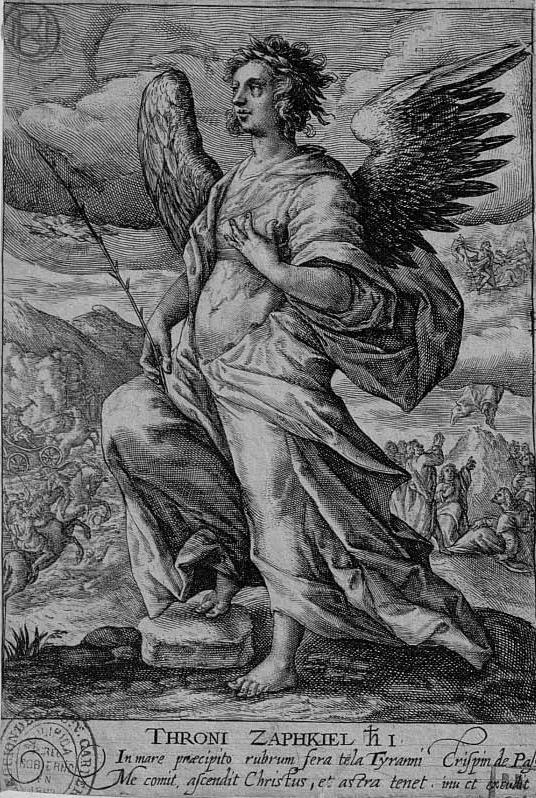
座天使ザフキエル

ザフキエル (Zafkiel, Zaphkiel) はユダヤ教の伝承に伝えられる天使の一人。ツァフキエル (Tzaphkiel) またはヤフキエル (Japhkiel) とも。その名は「神の番人」を意味する。
生命の樹のビナーの守護天使であり、座天使の指導者ともいわれる。